# Адаев, Дауд Альбертович
Дау́д Альбе́ртович Ада́ев (род. 10 июля 1986, Москва) — российский спортсмен, чемпион России по джиу-джитсу, призёр чемпионатов Европы и мира, призёр открытого чемпионата России по Укадо (Санкт-Петербург, 2006 год), мастер спорта России, главный тренер московской академии «CheckMat Moscow». Обладатель чёрного пояса по бразильскому джиу-джитсу.

## Биография
Кистинец. Два года занимался карате. Затем занимался плаванием, но у него развилась аллергия на хлорку, которую добавляли в воду. Тогда он стал заниматься регби. Его тренером в этой дисциплине был Николай Викторович Ковтун. Затем перешёл на дзюдо. Следующим его увлечением стало джиу-джитсу, которому его обучал Андрей Цуркан. Затем он изучал грэпплинг под руководством Леонида Гатовского. Успешно выступал на соревнованиях по джиу-джитсу, грэпплингу, панкратиону. Начал пробовать себя на тренерском поприще. Опыт оказался удачным: некоторые из его учеников добились серьёзных успехов.